# I Love It (песня Канье Уэста и Lil Pump)
«I Love It» (с англ. — «Обожаю это») — песня американских рэперов Канье Уэста и Lil Pump, записанная при участии американской комедийной актрисы Адель Гивенс. Песня была выпущена 7 сентября 2018 года в качестве сингла на лейбле GOOD Music. Текст песни был написан Канье Уэстом, Газзи Гарсией, и Омаром Пинейро, продюсированием занимался Канье Уэст совместно с DJ Clark Kent, продюсером Lil Pump, CBMix и Ronny J. Презентация песни состоялась на Pornhub Awards 2018. «I Love It» достигла первого места в чарте Канады, Финляндии, Швеции и Новой Зеландии, а также вошла в топ-10 Австралии, Великобритании и США.

## Предыстория и релиз
Канье Уэст стал креативным директором первой премии Pornhub Awards 2018, которая прошла 6 сентября 2018 года. После живого выступления с Теяной Тейлор на премии, Уэст представил музыкальный клип на свою новую, записанную совместно с Lil Pump песню «I Love It». 13 сентября 2018 года DJ Дэвид Моралес обвинил Уэста в плагиате басовой линии трека из ремикса его песни «What Is This Thing Called Love». 18 сентября 2018 года бывшая девушка Уэста Эмбер Роуз опубликовала в своем Instagram пост с обвинениями в том, что исполнители «вдохновлены» её движением «Парад шлюх», которое использовали не в качестве пропаганды за права женщин, а сугубо в коммерческих целях.

## Обложка
Обложка сингла была нарисована Шади Аль-Аталлой, который оформлял обложку для предыдущего сингла Уэста «XTCY». Уэст попросил Аль-Аталла нарисовать обложку, используя цветовую схему, похожую на картины художника Керри Джеймса Маршалла

## Музыкальное видео
Премьера клипа состоялась 6 сентября 2018 года на премии Pornhub Awards 2018. В ролике Канье Уэст и Lil Pump носят гигантские копии костюмов Yeezy с квадратными плечами, в которых напоминают персонажей из видеоигры Roblox. Почти весь ролик, исполнители идут по коридору с живыми обнажёнными женщинами, закутанными в неизвестный материал, напоминающими древние статуи, вслед за актрисой Аделе Гивенс, рассказывающей об оргазмах. Когда она оборачивается, исполнители начинают корчить ей смешные рожицы. Исполнительным продюсером видео стал Спайк Джонз, а режиссёрами — Канье Уэст и Аманда Адельсон.

## Коммерческий успех
В Соединённых Штатах песня дебютировала на шестой строчке чарта Billboard Hot 100, тем самым композиция «I Love It» стала для Уэста семнадцатой в этом чарте, в то время как у Lil Pump она была только второй. В Великобритании «I Love It» дебютировала на третьей строчке UK Singles Chart, тем самым став для Уэста девятнадцатой, а для Lil Pump первой песней в топ-10 чарта. В Канаде «I Love It» дебютировала на первой строчке чарта Canadian Hot 100, это третий подобный случай для Уэста и первый для Lil Pump.

## Издания
- Цифровая загрузка[18]

1. "I Love It"  – 2:07

- Цифровая загрузка[19]

1. "I Love It" (Freaky Girl) (Edit) – 2:08

## Участники записи
По данным сайта Tidal
- Канье Уэст — производство
- DJ Clark Kent — производство
- CBMix — производство
- Ronny J — дополнительное производство
- Зак Дьюрич — инжиниринг
- Майк Дин — сведение
- Десс Джексон — сведение

## Чарты
| Чарт (2018)                                 | Высшая позиция |
| ------------------------------------------- | -------------- |
| Австралия (ARIA)                            | 4              |
| Австрия (Ö3 Austria Top 40)                 | 7              |
| Бельгия/Фландрия (Ultratop 50)              | 18             |
| Бельгия/Фландрия (Ultratop Urban)           | 13             |
| Бельгия/Валлония (Ultratop 50)              | 43             |
| Канада (Billboard Canadian Hot 100)         | 1              |
| Хорватия (HRT)                              | 79             |
| Чехия (Singles Digitál Top 100)             | 3              |
| Дания (Tracklisten)                         | 2              |
| Эстония (Eesti Ekspress)                    | 2              |
| Финляндия (Suomen virallinen lista)         | 1              |
| Франция (SNEP)                              | 27             |
| Германия (GfK)                              | 9              |
| Греция International Digital Singles (IFPI) | 1              |
| Венгрия (Single Top 40)                     | 6              |
| Венгрия (Stream Top 40)                     | 2              |
| Исландия (Tonlist)                          | 19             |
| Ирландия (IRMA)                             | 2              |
| Италия (FIMI)                               | 19             |
| Литва (AGATA)                               | 1              |
| Нидерланды (Dutch Top 40)                   | 16             |
| Нидерланды (Single Top 100)                 | 8              |
| Новая Зеландия (Recorded Music NZ)          | 1              |
| Норвегия (VG-lista)                         | 2              |
| Португалия (AFP)                            | 4              |
| Россия (Tophit)                             | 414            |
| Шотландия (OCC Scotland)                    | 19             |
| Словакия (Singles Digitál Top 100)          | 2              |
| Испания (PROMUSICAE)                        | 44             |
| Швеция (Sverigetopplistan)                  | 1              |
| Швейцария (Schweizer Hitparade)             | 6              |
| Великобритания (OCC UK Singles)             | 3              |
| Великобритания (OCC UK Hip Hop/R&B)         | 1              |
| США (Billboard Hot 100)                     | 6              |
| США Dance Club Songs (Billboard)            | 55             |
| США (Billboard Hot R&B/Hip-Hop Songs)       | 5              |
| США (Billboard Pop Airplay)                 | 38             |
| США (Billboard Rhythmic)                    | 13             |

| Чарт (2018)                                      | Позиция |
| ------------------------------------------------ | ------- |
| Австралия (ARIA)                                 | 89      |
| Бельгия Urban (Ultratop Flanders)                | 28      |
| Канада (Canadian Hot 100)                        | 78      |
| Дания (Tracklisten)                              | 91      |
| Эстония (Eesti Ekspress)                         | 70      |
| Венгрия (Stream Top 40)                          | 53      |
| Великобритания Singles (Official Charts Company) | 95      |
| США Hot R&B/Hip-Hop Songs (Billboard)            | 56      |

## Сертификации
| Регион | Сертификация  | Продажи   |
| --- | ------------- | --------- |
| Дания (IFPI Danmark) | Золотой       | 45 000    |
| Франция (SNEP) | Золотой       | 100 000   |
| Италия (FIMI) | Золотой       | 25 000    |
| Новая Зеландия (RMNZ) | Золотой       | 15 000    |
| Великобритания (BPI) | Платиновый    | 600 000   |
| США (RIAA) | 2× Платиновый | 2 000 000 |
| * Данные о продажах приведены только на основе сертификации. · ^ Данные о тиражах приведены только на основе сертификации. · Данные о продажах + прослушиваниях приведены только на основе сертификации. |               |           |

## История релиза
| Регион    | Дата             | Формат                 | Лейбл                           | Ист.          |
| --------- | ---------------- | ---------------------- | ------------------------------- | ------------- |
| Различный | 7 сентября 2018  | Цифровая дистрибуция   | GOOD Music Warner Bros. Def Jam | [ 72 ] [ 73 ] |
| Италия    | 14 сентября 2018 | Contemporary hit radio | Universal                       | [ 74 ]        |